# Max Alfthan
Max Ferdinand Alfthan (ur. 11 lutego 1892 w Helsinkach, zm. 30 maja 1960 w Helsinkach) – fiński żeglarz, olimpijczyk, zdobywca brązowego medalu w regatach na Letnich Igrzyskach Olimpijskich w 1912 roku w Sztokholmie.
Na Letnich Igrzyskach Olimpijskich 1912 zdobył brąz w żeglarskiej klasie 12 metrów. Załogę jachtu Heatherbell tworzyli również Ernst Krogius, Erik Hartvall, Jarl Hulldén, Sigurd Juslén, Axel Krogius, Eino Sandelin i John Silén.